# 芭芭拉浴場

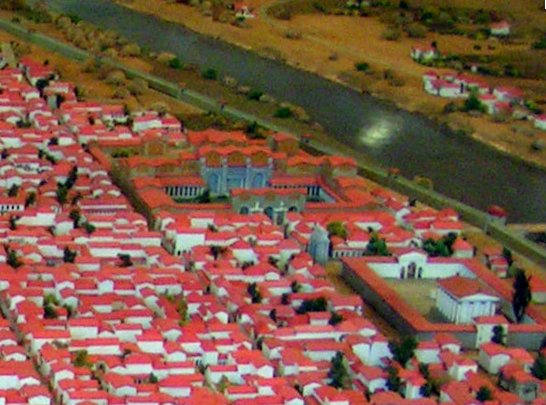
芭芭拉浴場 360-370年

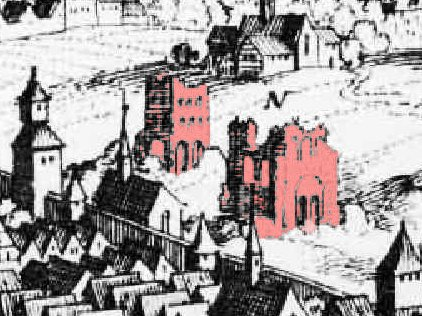
芭芭拉浴場 ~1548年

芭芭拉浴場位於德國特里爾，由許多浴場組成，為羅馬帝國時期所構築，1986年與特里爾其他古羅馬遺址及大教堂一起被聯合國教科文組織指定為世界文化遺產。
建於公元二世纪后半叶，當時建立的規模約為172公尺×240公尺，但今日所見只有最大的浴場留存，因為數百年來他的石頭被移去做為房屋及教堂結構之用，2014年，爲了保護浴場遺址，該景點則關閉不向遊客開放參觀。

## 特里爾其他文化遺產
- 尼格拉城門 (Porta Nigra)
- 特里爾圓形劇場 (Amphitheater)
- 凱撒浴場 (Kaiserthermen)
- 康士坦丁-巴希里卡 (Konstantin-Basilika)
- 罗马桥 (Römerbrücke)
- 伊格勒柱 (Igeler Säule)
- 特里爾主教座堂 (Trierer Dom)
- 親愛聖母教堂 (Liebfrauenkirche)